# Контрабас
Контраба́с (итал. contrabbasso) — смычковый музыкальный инструмент с четырьмя струнами, настроенными по квартам: Eк Aк Dб Gб. Самый низкий по звучанию инструмент скрипичного семейства после скрипки, альта и виолончели.

## История
Настоящий контрабас впервые был упомянут в 1566 году. Предшественником современного контрабаса принято считать контрабасовую виолу. Она обладала пятью струнами, настроенными на D1, E1, A1, D, G (ре, ми, ля контроктавы, ре, соль большой октавы), и, как большинство виол, ладами на грифе. В середине XVII века итальянский мастер Микеле Тодини на её основе сконструировал новый инструмент, на котором не было пятой (самой низкой) струны и ладов, однако осталась форма корпуса («плечи» ― части корпуса, прилегающие к грифу ― у контрабаса до сих пор более покатые, чем у инструментов скрипичного семейства) и квартовый строй (среди современных смычковых инструментов контрабас ― единственный, им обладающий).
Новый инструмент был впервые применён в оркестре в 1699 году в опере Джузеппе Альдровандини «Цезарь Александрийский», однако затем долго не использовался (басовые голоса исполняли виолончели и виолы низкого строя). Лишь с середины XVIII века контрабас становится обязательным участником оркестра, вытесняя из него басовые виолы. В это же время появляются первые контрабасисты-виртуозы, выступавшие с сольными концертами, — значительную европейскую известность получил, в частности, Доменико Драгонетти. Для удобства сольного исполнения мастера́ сконструировали трёхструнный контрабас, струны которого настраивались по квинтам (G1, D, A ― соль контроктавы, ре, ля большой октавы, то есть на октаву ниже виолончели, но без струны до) или по квартам (A1, D, G ― ля контроктавы, ре, соль большой октавы). С развитием исполнительской техники стало возможным исполнять виртуозные сочинения на обычном оркестровом четырёхструнном инструменте, и трёхструнные контрабасы вышли из употребления. Для более яркого звучания в сольных произведениях строй контрабаса иногда повышается на один тон (это «сольный строй»).
В XIX веке в поисках возможностей для получения более низких звуков французский мастер Жан Батист Вийом построил контрабас высотой в четыре метра, названный им «октобасом», однако из-за огромных размеров этот инструмент широкого применения не получил. Современные контрабасы могут обладать либо пятой струной, настроенной на C1 (до контроктавы), либо специальным механизмом, «удлиняющим» самую низкую струну и позволяющим получать дополнительные нижние звуки.
Развитие сольной игры на контрабасе в новейшее время связано, прежде всего, с творчеством Джованни Боттезини и Франца Зимандля в конце XIX века. Их усилия вывели на новый уровень виртуозы начала XX века — в частности, Сергей Кусевицкий и Адольф Мишек.

## Техника игры
На контрабасе играют стоя или сидя на высоком табурете (преимущественно в оркестре), ставя инструмент перед собой. Высота инструмента регулируется длиной шпиля. Приёмы игры на контрабасе и штрихи те же, что и на скрипке, однако из-за его крупных размеров и менее удобного положения смычка (на весу) техника игры на контрабасе значительно ограничена: большое растяжение пальцев и частая смена позиций затрудняют исполнение быстрых пассажей, скачков, гамм. На контрабасе хорошо звучит пиццикато.
На контрабасе легче играть в тех тональностях, которые допускают наибольшее применение открытых струн. Самые удобные пассажи — те, которые составлены из гамм или их частей (их можно играть в широкой позиции).
Практически применяемый диапазон контрабаса сравнительно невелик: от E1 (ми контроктавы) до h1 (си первой октавы). В сольных виртуозных сочинениях могут использоваться и более высокие звуки. Ноты для контрабаса пишутся в басовом, теноровом, реже ― скрипичном ключе на октаву выше действительного звучания. При сольном строе (на тон выше) партия записывается на малую септиму выше действительного звучания.
Основная сфера применения контрабаса — симфонический оркестр, в котором группе контрабасов принадлежит важнейшая роль басового фундамента. Контрабас также иногда используется в камерных ансамблях, а также в джазе и родственных ему жанрах.
В рокабилли и сайкобилли контрабас используется вместо бас-гитары, причём играют практически всегда слэпом — за счёт «щелчков» контрабас дополняет ритмическую секцию, а в группах без ударника — успешно заменяет её.
Контрабас обладает густым, низким и очень сочным тембром. Поскольку низкий звук воспринимается как менее громкий (в сравнении с высоким звуком той же интенсивности), контрабас редко используется в качестве сольного инструмента. Тем не менее существует много контрабасистов-виртуозов, мастерски владеющих техникой исполнения на нём и раскрывающих его богатые выразительные возможности. Для сольных выступлений часто используются старинные мастеровые инструменты с бархатным, мягким звучанием.

### Постановка рук
Постановка рук, в основном, схожа с постановкой на виолончели.

#### Левая рука
Указательный палец левой руки называется первым, средний — вторым, безымянный — третьим, мизинец — четвёртым. В игре на контрабасе используют только три пальца из-за квартового строя: первый, второй и четвёртый (кроме большого), только в редких случаях в широкой позиции используется третий. Позицией называется аппликатура четырёх соседних пальцев, отстоящих один от другого на тон или полутон. На каждой струне можно иметь семь и более позиций. От прижима пальцем длина колеблющейся области струны уменьшается, за счёт чего повышается частота, то есть получается более высокий звук. Чем выше позиция, тем сложнее в ней чисто играть.
Применяются полупозиция, 1-я—4-я позиции (так называемые позиции оркестрового грифа, где применяется 1-й, 2-й и 4-й пальцы), 5-я и далее (так называемые позиции сольного грифа или позиции ставки), а также различные широкие позиции, где применяется ещё и 3-й палец (крайними пальцами можно охватить малую терцию).
Струны, не прижатые пальцем, называются открытыми и обозначаются при указании аппликатуры нулём. На открытых струнах извлекают четыре ноты, разделённые квартами: E1, A1, D, G.
От касания струны почти без нажима в определённых местах получаются флажолеты. Флажолет исполняется путём частичного прижатия струны в точке деления её длины на 2 (высота звучания струны повышается на октаву), на 4 (две октавы) и т. п.

#### Правая рука
Существует два самых известных способа держания смычка:
- Немецкий способ, при котором смычок держат не «сверху», а как бы «сбоку»: из-за этого колодочка смычка делается больше по ширине. Большой палец находится на трости.
- Французский способ, при котором смычок держат сверху, способ идентичен виолончельному хвату смычка. Большой палец находится под тростью.

Ведение смычка имеет большое влияние на характер, силу, тембр звука, и вообще на фразировку. На контрабасе в норме можно брать одновременно на соседних струнах два звука (так называемые двойные ноты), в исключительных случаях — три (требуется сильное давление смычка), а не одновременно, но очень быстро — три (тройные ноты) и четыре. Такие сочетания, преимущественно гармонические, легче исполнять при открытых струнах, и они используются, как правило, в сложных сольных произведениях.
Кроме игры смычком, пользуются задеванием струн одним из пальцев правой руки (пиццикато). Также имеет место и пиццикато левой рукой, которое применяется в основном в сольной литературе.

##### Штрихи
Основные приёмы:
- Detaché — каждая нота извлекается отдельным движением смычка, путём изменения его направления.
- Martélé — штрих, выполняемый головкой смычка, давя с силой.
- Staccato вниз и вверх смычком — отрывистое движение смычка с остановкой (отличается от мартле тем, что на одно движение смычка можно играть много звуков, чаще два, четыре, восемь).
- Staccato volant — разновидность стаккато. При игре смычок подскакивает, отрываясь от струн.
- Spiccato — штрих, извлекаемый броском смычка на струну, получается короткий отрывистый звук.
- Ricochet-saltato — штрих, выполняемый ударами волоса поднятого смычка по струне, как правило, исполняется непрерывной группой.
- Tremolo — многократное быстрое повторение одного звука либо быстрое чередование двух несоседних звуков, двух созвучий (интервалов, аккордов), отдельного звука и созвучия.
- Legato — связное исполнение звуков, при котором имеет место плавный переход одного звука в другой, пауза между звуками отсутствует.
- Col legno — удар древком смычка по струне. Вызывает стучащий, мертвенный звук, который также с большим успехом применяется композиторами в симфонической музыке.
- Апояндо — щипок пальцем, после которого палец кладётся на соседнюю струну.